# 2016 FN59
2016 FN59 est un objet de la ceinture de Kuiper, classé comme objet épars.

## Caractéristiques
2016 FN59 mesure environ 295 kilomètres de diamètre.